# Latonia
Latonia is een geslacht van kikkers uit de familie Alytidae (vroeger: Discoglossidae). Latonia heeft maar één bestaande soort, namelijk de Palestijnse schijftongkikker. Het geslacht telt nog 4 uitgestorven soorten waarvan verschillende fossielen gevonden zijn in Europa die afstammen uit het Paleogeen en het Neogeen.

## Taxonomie
Geslacht Latonia
- Soort †Latonia gigantea (Lartet, 1851)
- Soort Latonia nigriventer (Mendelssohn & Steinitz, 1943) – Palestijnse schijftongkikker
- Soort †Latonia ragei Hossini 1993
- Soort †Latonia seyfriedi von Meyer, 1843
- Soort †Latonia vertaizoni (Friant, 1944)

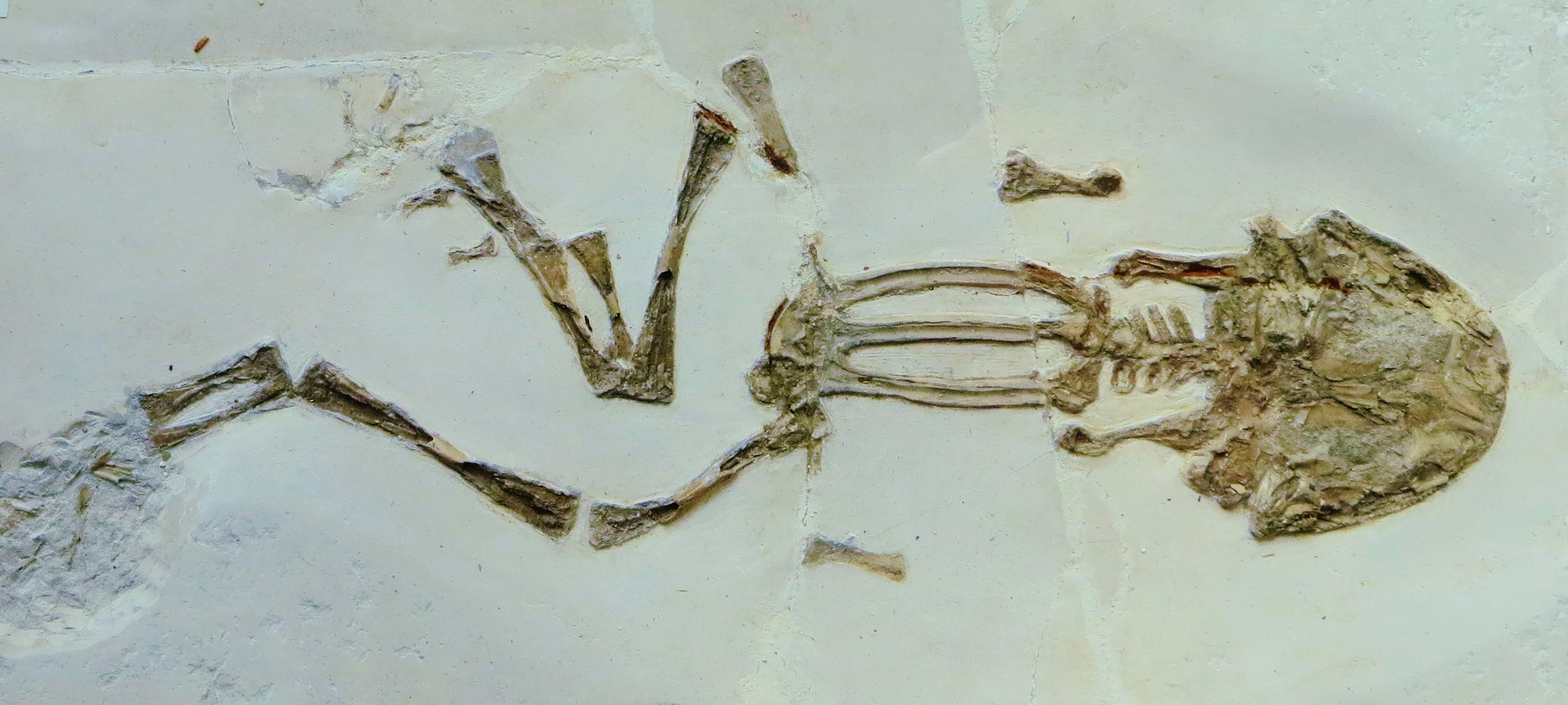
Het fossiel van Latonia seyfriedi uit het Teylers Museum in Haarlem